# Hadronema splendidum
Hadronema splendidum är en insektsart som beskrevs av Gibson 1918. Hadronema splendidum ingår i släktet Hadronema och familjen ängsskinnbaggar. Inga underarter finns listade i Catalogue of Life.